# Luis Barceló
Luis Barceló Jover (1896 - 15 de Março de 1939) foi um oficial militar Espanhol.

## Guerra Civil Espanhola
Um oficial profissional do Exército Espanhol, ele apoiou o governo Republicano durante a Guerra Civil Espanhola. Em 1936 ele era um major do exército Espanhol. Em Julho de 1936, ele foi um dos oficiais que criaram tribunais sumários para julgar os oficiais rebeldes capturados após o fracasso do golpe em Madrid. Em Setembro de 1936, ele participou do Cerco ao Alcázar. Mais tarde ele juntou-se ao PCE, e liderou uma brigada mista da divisão de Modesto na Segunda Batalha da Estrada da Corunha. Mais tarde, ele foi promovido a coronel e, em Junho de 1937, ele foi um dos comandantes republicanos na Ofensiva de Segóvia. Em 1939, ele era o comandante do I Corpo do Exército Republicano do Centro.

### O golpe de Casado
Em 5 de Março de 1939, o Coronel Segismundo Casado, oficial do Exército Republicano, apoiado por uma seção do PSOE (Julián Besteiro), uma seção da UGT (Wenceslao Carrillo), a CNT (Cipriano Mera), o general Manuel Matallana e o serviço secreto da República (SIM) , depôs o primeiro ministro, Juan Negrín, e estabeleceu o Conselho Nacional de Defesa (Consejo Nacional de Defensa) para iniciar negociações de paz com Francisco Franco. O Conselho demitiu os comandantes comunistas do I, II e III Corpo do Exército do Centro, entre eles Barceló, mas ele rejeitou a autoridade do Conselho, e em 7 de Março ele nomeou-se Comandante do Exército do Centro, estabelecendo o seu quartel-general no Palácio Real d'O Pardo, e entrou com as suas tropas em Madrid, apoiado pelo II Corpo de Bueno e o III Corpo de Ortega, iniciando uma breve guerra civil dentro da República. Depois de alguns dias de combates sangrentos, ele foi derrotado pelo IV Corpo de Cipriano Mera e entregou-se ao Conselho em 12 de Março. Em 13 de Março, ele e o seu comissário José Conesa foram condenados à morte por um tribunal militar e executados.